# Grève des cheminots de 1986 et 1987
Les grèves des cheminots de 1986 et 1987 sont un mouvement social en France qui se prolonge de décembre 1986 à janvier 1987.

## Le mouvement
Dans la foulée du mouvement étudiant victorieux contre le projet de loi Devaquet contre la sélection à l'entrée à l'université, les chemins de fer connaissent l'un des mouvements les plus durs de leur histoire du 18 décembre 1986 au 15 janvier 1987. Le trafic est paralysé pendant les fêtes de fin d'année, obligeant parfois la SNCF à loger les usagers bloqués dans des wagons à quai. Le 18 décembre la grève démarre à Paris-Nord, l’action s’étend le jour même sur l’ensemble du réseau Nord. Le 19, les dépôts de Paris-Sud-Est, Lyon, Marseille, Bordeaux, Toulouse se mettent en grève. Le 20 au matin, 70 dépôts sur 94 sont en grève ; le soir, 93. Début janvier 1987, 90 des 94 dépôts ferroviaires sont en grève. Quelque 90% du personnel roulant et 70% des sédentaires cessent le travail. Des usagers bloqués loin de chez eux sont même logés par la SNCF dans des trains restés à quai.
Cette grève est précédée par un mouvement des vendeurs et vendeuses SNCF lancé par la CFDT qui lancent une grève des réservations, en réaction à la décision de la direction de leur supprimer une indemnité quand les réservations deviennent obligatoires. Le maintien de la prime de saisie est acquis.
Le mouvement est issu d'une pétition locale appelant la grève le 18 décembre rédigée par un agent de conduite de la gare du Nord qui recueille rapidement plus de 200 signatures. Elle est reprise au hasard des rencontres dans les dépôts et reproduit avec les moyens du bord, diffusé puis adopté au cours d’assemblées générales. Il affirme : « Les agents de conduite demandent aux différentes organisations syndicales, CFDT, CFTC, CGT, FGAAC, FO, de soutenir leur mouvement. Ils sauront prendre leurs responsabilités vis-à-vis des organisations syndicales qui ne leur apporteraient pas leur soutien. » Des coordinations asyndicales se mettent en place, les syndicats ne suivant d'abord le mouvement qu'avec réticence (CGT) puis cherchant à le quitter sur un accord partiel (CFDT), quand CGC, FMC, CFTC n'y adhèrent pas. La grève reconductible rompt avec les journées d'action isolées, par un retour à l’action directe par l’occupation des voies et des locaux de travail et l’instauration d’un contrôle de la base sur les négociations. Alors que les syndicats tentent d'abord de l'orienter vers de revendications salariales classiques, le mouvement naît en réaction à la nouvelle grille des salaires, imposée après les attaques du ministre des transports, Jacques Douffiagues, contre le statut des cheminots, qui remplace la promotion à l’ancienneté par un système d’avancement au mérite, apprécié par les supérieurs hiérarchiques.
Le projet de grille des salaires est remisé, mais alors que le mouvement s'érode à partir du 8 janvier, les grévistes n'obtiennent satisfaction ni sur les salaires, ni sur les conditions de travail.
Cependant , sans l'avouer ouvertement, la SNCF améliorera les conditions d'hébergement des Agents de Conduite : un nécessaire de toilette et les draps seront fournis dans les foyers de roulants ainsi qu'une limitation à 5 nuits de travail consécutives
.